# Пшехуд (Опольське воєводство)
Пшехуд (пол. Przechód, нім. Psychod) — село в Польщі, у гміні Корфантув Ниського повіту Опольського воєводства.
Населення — 806 осіб (2011).
У 1975—1998 роках село належало до Опольського воєводства.

## Демографія
Демографічна структура станом на 31 березня 2011 року:
|          | Загалом | Допрацездатний вік | Працездатний вік | Постпрацездатний вік |
| -------- | ------- | ------------------ | ---------------- | -------------------- |
| Чоловіки | 407     | 77                 | 284              | 46                   |
| Жінки    | 399     | 63                 | 255              | 81                   |
| Разом    | 806     | 140                | 539              | 127                  |